# ۹-آمینواکریدین
۹-آمینواکریدین (به انگلیسی: 9-Aminoacridine) با فرمول شیمیایی C۱۳H۱۰N۲ یک ترکیب شیمیایی با شناسه پاب‌کم ۷۰۱۹ است. که جرم مولی آن ۱۹۴٫۲۳۱۹ g/mol می‌باشد. شکل ظاهری این ترکیب، بلورهای زرد است.